# نیو فیرویو (تگزاس)
نیو فیرویو، تگزاس (به انگلیسی: New Fairview, Texas) یک شهر در ایالات متحده آمریکا با جمعیت ۱٬۲۵۸ نفر است که در تگزاس واقع شده‌است.

## موقعیت جغرافیایی
موقعیت جغرافیایی شهرها و مناطق اطراف به شرح زیر است: